# Огнян Сапарев
Огнян Стефанов Сапарев е български филолог и литературен критик, професор и доктор на философските науки.

## Биография
Роден е в София на 4 август 1942 г. Завършва Славянска филология и Философия в Софийския държавен университет през 1967 г. Работи като редактор в „Разпространение на филми“, БНТ и сп. „Пламък“ (1971 – 1973). От 1971 до 1982 г. е осведомител на Шесто управление на Държавна сигурност. През 1983 – 1988 г. е лектор в университета в Будапеща. През 1988 г. е старши научен сътрудник в БАН. От 1973 г. е доцент, а от 1997 г. – професор по теория на литературата в Пловдивския университет. През периода 1993 – 2003 г. е ректор на ПУ. Директор на Българската национална телевизия (1991).
От 2001 до 2004 г. е депутат от Коалиция за България в ХХХІХ НС.
Член е на Съюза на българските писатели, на Съюза на българските филмови дейци и на Съюза на учените в България. Владее полски, руски и немски език.

## Приноси към фантастиката
Огнян Сапарев е един от водещите български специалисти в областта на фантастичната литература. Автор е на редица статии по проблеми на литературата, киното, естетиката, научнофантастичната литература. Съставител на сборника „Неуговорени срещи“ от братя Стругацки (1983).
Книгата му „Фантастиката като литература“ (1990) разглежда темите: фантастиката като игра; отношението автор-текст-читател; ролята на фантастиката като моделираща литература; основни теми в научната фантастика; автори класици – Станислав Лем, Едгар Алан По, братя Стругацки; забравеното начало на българската фантастика.

## Хобита
Притежава кола „Сузуки 1300“, купена през 1995 г. за 5000 германски марки. Има и стар катер, базиран в двора на вилата му – замък край язовир „Кърджали“, до която се стига с лодка от хижа Боровица или пеша по десния бряг на река Боровица (от с. Ненково за три часа), както и гребно-ветроходна лодка край Тутракан. Хоби: платноходство, гребане – кану-каяк.

## Награди и признания
- 1989 – Награда на критиката на вестник „Пулс“
- 1994 – Награда на критиката на издателство „Христо Ботев“
- 2005 – Почетен знак на град Пловдив

## Произведения

### Монографии
- 1978 – „Литературни проблеми“ (монография)
- 1979 – „Изкуство и масова култура“ (монография)
- 1988 – „Литература и интерпретация“ (монография)
- 1990 – „Фантастиката като литература“
- 1993 – „Хроника на илюзиите“ (монография)
- 1994 – „Литературната комуникация“ (монография)

### Статии, студии, предговори
- 1970 – „Научната фантастика“ – в. „Литературен фронт“, №50
- 1973 – „Научната фантастика“ – сп. „Съвременник“, №2
- 1975 – „Научно-фантастичен епос“ (за романа „Пътят на Икар“ от Любен Дилов) – в. „Литературен фронт“, №34
- 1979 – „Скептичният смях на Любен Дилов“. – В: сборника с фантастични новели на Любен Дилов „Двойната звезда“ (библиотека „Галактика“, No. 2), Варна: „Георги Бакалов“
- 1979 – „Завръщане от звездите“ или технологията срещу културата“. – В: сборника с разкази на Станислав Лем „Завръщане от звездите“ (библиотека „Галактика“, No. 3), Варна: „Георги Бакалов“
- 1979 – „Едгар По – пионер на научната фантастика“. – В: сборника с научнофантастични разкази на Едгар Алън По „Спускане в Маелстрьом“ (библиотека „Галактика“, No. 10), Варна: „Георги Бакалов“
- 1980 – „Научното в научнофантастичната литература не изчезва, то само се променя“. – В: сборника с научнофантастични разкази на Конрад Фиалковски „Нулево решение“ (библиотека „Галактика“, No. 19), Варна: „Георги Бакалов“
- 1980 – „Фантастика и хуманизъм“. – В: „Съветска фантастика“, Пловдив: „Христо Г. Данов“
- 1981 – „Смехът във фантастиката“ (предговор) в сборника с научно-фантастични разкази „Перпендикулярно време“ (библиотека „Галактика“, No. 26), Варна: „Георги Бакалов“
- 1982 – „Светослав Минков като фантаст“. – В: сборника с разкази на Светослав Минков „Дамата с рентгеновите очи“ (библиотека „Галактика“, No. 35), Варна: „Георги Бакалов“
- 1983 – „Космическата среща на човека... с човешките проблеми“
- 1983 – „Денят на маймуните“. – В: романа на Пиер Бул „Планетата на маймуните“ (библиотека „Галактика“, No. 42), Варна: „Георги Бакалов“
- 1983 г. – „Теорията на контакта и практиката на флирта“. – В: романа на Любен Дилов „Тежестта на скафандъра“ (библиотека „Галактика“, No. 43), Варна: „Георги Бакалов“
- 1983 – „Българската научна фантастика“. – В: антологията „Българска фантастика“, Пловдив: „Христо Г. Данов“
- 1983 – „Българската диаболична фантастика“. – В: антологията „Игра на сенките“, Пловдив: „Христо Г. Данов“
- 1985 – „Научната фантастика като супержанр“. – в. „Народна култура“, №5
- 1989 – „Фантастика и недоразумения“ – в. „Пулс“, №2 – 3
- 1989 – „Розовата проза. Научната фантастика като популярен жанр“. – в. „Народна култура“, №32
- 1990 – „Трите ключа“. – сп. „ФЕП“, Списание ФЕП/1990/1 бр.

## Преводи
- 1974 – Станислав Лем, „Приключенията на звездния навигатор Пиркс“, София: „Народна младеж“, библиотека „Приключения и научна фантастика“, 225 с.
- 1980 – 7 разказа от сборника „Нулево решение“ от Конрад Фиалковски, Варна: „Георги Бакалов“, „Библиотека Галактика“, №19
- 1981 – Станислав Лем, „Едем“, Пловдив: „Христо Г. Данов“, 205 с.
- 1981 – Станислав Лем, „Ананке“. – В: „Приключенията на звездния навигатор Пиркс“, София: „Народна младеж“, 2 изд.
- 1981 – Станислав Лем, „Разследване“. – В: „Приключенията на звездния навигатор Пиркс“, София: „Народна младеж“, 2 изд.
- 1981 – Станислав Лем, „Условен рефлекс“. – В: „Приключенията на звездния навигатор Пиркс“, София: „Народна младеж“, 2 изд.